# Saint-Jean-de-Monts
 Saint-Jean-de-Monts  é uma localidade e comuna francesa, na região de País do Loire, departamento de Vendeia, no distrito de Les Sables-d'Olonne e cantão de Saint-Jean-de-Monts.
Demarcada de uma longa praia de oito quilómetros, é uma estação balnear da costa atlântica muito frequentada no verão.

## Demografia
| 1962 | 1968 | 1975 | 1982 | 1990 | 1999 |
| ---- | ---- | ---- | ---- | ---- | ---- |
| 4715 | 5146 | 5540 | 5435 | 5959 | 6886 |